# Nuevo Renacimiento 2000
Nuevo Renacimiento 2000 är en ort i Mexiko.   Den ligger i kommunen Gutiérrez Zamora och delstaten Veracruz, i den sydöstra delen av landet, 240 km nordost om huvudstaden Mexico City. Nuevo Renacimiento 2000 ligger 35 meter över havet och antalet invånare är 991.
Terrängen runt Nuevo Renacimiento 2000 är platt. Runt Nuevo Renacimiento 2000 är det ganska glesbefolkat, med 32 invånare per kvadratkilometer. Närmaste större samhälle är Gutiérrez Zamora, 2,4 km nordväst om Nuevo Renacimiento 2000. Omgivningarna runt Nuevo Renacimiento 2000 är en mosaik av jordbruksmark och naturlig växtlighet.